# Vrijbuiter (zeilboot)
De vrijbuiter is een klassieke, houten zeilboot met als zeilteken de letter Z.
Vrijbuiters werden gebouwd van circa 1918 tot 1942. De vrijbuiterklasse kende slechts een geringe bloei, met name rond de jaren 30. Na de Tweede Wereldoorlog zijn er geen vrijbuiters meer gebouwd. Er varen nog enkele vrijbuiters in Nederland.
De vrijbuiterklasse kende maar enkele beperkingen: grootzeil met fok mogen samen niet groter zijn dat 15 m², de huid- en dekdikte mag niet dunner zijn dan 12 mm, de oppervlakte van de kuip mag maximaal 2 m² zijn, het mag geen catamaran zijn en trapeze is niet toegestaan. Door deze beperkte regels waren er vrijbuiters met topzeilen en met gaffelzeilen, veelal met vleermuistuig (zeil met kattenrug en met lange zeillatten over de volle breedte van het zeil als bij een lark), sommige met vaste andere met beweegbare kiel etc.
In 2014 werd de Vrijbuiter door de stichting Oud-Zeilend-Hout uitgeroepen tot boot van het jaar.